# The Amazing Spider-Man 2 (игра, Game Boy)
«The Amazing Spider-Man 2» (рус. Удивительный Человек-Паук 2 (выпущенная как «Spider-Man 2» в Северной Америке)) — Game Boy-игра, выпущенная в 1992 году Acclaim Entertainment. Игра разрабатывалась Bits Studios.

## Сюжет
Суперзлодеи (Хобгоблин, Ящер, Гравитон, Карнаж, и Мистерио создали злого клона Человека-паука для ограбления банков. Настоящий Человек-паук должен выследить самозванца, победить негодяев и восстановить своё доброе имя.

## Геймплей
Игра отличается от оригинальной игры «The Amazing Spider-Man. Тем не менее Человек-паук также должен собирать различные предметы, расположенные на каждом уровне, для решения головоломок и победить всех врагов и боссов.

## Отзывы критиков
| Иноязычные издания | Иноязычные издания |
| Издание            | Оценка             |
| ------------------ | ------------------ |
| GamePro            | 14,5/20            |
| GameZone           | 58/100             |
| Nintendo Power     | 11,1/20            |
| Video Games (DE)   | 55 %               |
| GB Action          | 80 %               |
| Power Play         | 44 %               |